# Loyal Wingman
Loyal Wingman oder auch Uncrewed Collaborative Combat Aircraft ist die Bezeichnung für ein Konzept, das einen Einsatz von bemannten Kampfflugzeugen als Führungsflugzeuge zusammen mit unbemannten Kampfflugzeugen (UCAV) vorsieht. Als Wingman bezeichnete man ein Luftfahrzeug, das mit dem führenden Flugzeug in einer Formation fliegt.

## Definition
Das Loyal-Wingman-Konzept ist eingeordnet unter der Aufgabe der Suppression of Enemy Air Defenses (SEAD). Im Rahmen des Konzepts werden unbemannte kampffähige Luftfahrzeuge (UCAV) entwickelt, bei denen Stealtheigenschaften mit dem Leistungsvermögen eines Jagdflugzeuges vereint werden sollen. Diese Luftfahrzeuge sollen billig zu produzieren, zu beschaffen und zu betreiben sein und die Schlagkraft der Luftstreitkräfte erhöhen. Das Konzept sieht vor, dass UCAVs die Piloten der Jagdflugzeuge bei Kampfhandlungen autonom unterstützen. Die unbemannten Luftfahrzeuge sollen hierbei einen breiten Aufgabenbereich abdecken, indem sie selbständig Luftkämpfe durchführen, Luftnahunterstützung liefern, Begleitschutzaufgaben übernehmen, für Aufgaben in der elektronischen Kampfführung, der Zielmarkierung und zur Wahrnehmung von ISTAR-Aufgaben (Intelligence, Surveillance, Target Aquisition and Reconnaissance) eingesetzt werden können. 
Allgemein soll die Wahrscheinlichkeit des Verlustes eines bemannten Flugzeuges bei Anwendung des Konzepts verringert werden.

## Entwicklungsstand (2020)
Bereits 2016 demonstrierte Kratos die Fähigkeit des Formationsflugs von zwei UTAP-22 Mako mit einer AV-8B Harrier II des US Marine Corps.
Im April 2017 führten die DARPA, das Air Force Research Laboratory (AFRL) unter Mithilfe weiterer Test-Einrichtungen eine zwei Wochen dauernde Konzept-Demonstration unter dem Namen Have Raider auf der Edwards AFB durch. Have Raider I zeigte die Fähigkeit, dass eine unbemannte, experimentelle F-16 ihr Führungsflugzeug verlassen, einen Bodenangriff durchführen und wieder zurückkehren kann. Beide Flugzeuge setzten dabei ihre automatischen Anti-Kollisionssysteme ein. Have Raider II demonstrierte, dass eine voll für Kampfeinsätze ausgerüstete unbemannte F-16 autonom, unter sich dynamisch ändernden Randbedingungen eingesetzt werden kann. 
Größere, in der Entwicklung befindliche UCAVs, die für den Einsatz im Loyal-Wingman-Konzept eingesetzt werden sollen, sind die relativ weit entwickelte Kratos XQ-58A und die Boeing ATS (Airpower Teaming System). Diese stehen am oberen Ende des Kostenspektrums und sollen nach einem Einsatz durch das bemannte Flugzeug wieder zum eigenen Luftraum zurückgeführt werden. Das Air Force Research Laboratory (AFRL) koordiniert die Entwicklung dieser Muster im Rahmen seines Programms Low-Cost Attritable Strike Demonstrator (LCASD). Das AFRL selbst arbeitet an einem Skyborg genannten Programm, bei dem die Integration von Elementen Künstlicher Intelligenz im Vordergrund steht. Die Entwicklung erfolgt in Zusammenarbeit mit dem auf der Edwards AFB stationierten 412th Test Wing.
Es sind aber auch kleinere UCAV-Ausführungen geplant, die billiger herzustellen sind und im Einsatz auch „verbraucht“ werden können. Darüber hinaus haben diese den Vorteil der Startmöglichkeit von größeren Flugzeugen aus. So könnten sie von der Laderampe eines Airbus A400M oder einer Boeing C-17 abgesetzt werden, um dann mit dem Flugzeug, das sie unterstützen sollen, verlinkt zu werden. Typischerweise soll eine größere Anzahl von UCAVs gleichzeitig, schwarmartig eingesetzt werden. Ein Beispiel hierfür ist die X-61A Gremlins, die nach Angaben der DARPA so ausgelegt sein soll, dass die Flugzeugzelle erst nach 20 Einsätzen ersetzt werden muss. 
Im Plan Jericho der Royal Australian Air Force (RAAF) entwickelt diese zusammen mit Boeing das Airpower Teaming System (ATS), das im Februar 2019 auf der Avalon Luftfahrtshow zum ersten Mal gezeigt wurde. Die 2022 in Boeing MQ-28 umbenannte ATS ist etwas größer als die XQ-58A und soll mit einer Flugsteuerung ausgestattet werden, die sich bei Kampfeinsätzen vor allem auf künstliche Intelligenz oder auf Befehle des bemannten Flugzeugs stützt. Der Erstflug fand im Februar 2021 statt.
Auch das britische Verteidigungsministerium kündigte unter dem Projektnamen Mosquito im Juli 2019 auf dem Royal International Air Tattoo die Ausschreibung für ein UCAV des Loyal-Wingman-Typs an. Dieses soll jedoch kleiner als die amerikanischen UCAVs ausgeführt werden und die Typhoon- und F-35B-Einheiten verstärken. Die Erprobung soll die – derzeit noch deaktivierte – No. 216 Sqn der RAF durchführen.
In Russland ist die Suchoi S-70 Ochotnik-B, eine ähnliche Entwicklung wie die RSK MiG-Skat, als unbemannter Begleiter der Suchoi Su-57 Felon vorgesehen. Nach dem Erstflug im August 2019 fanden erste Testflüge zusammen mit der Su-57 statt.